# Девід Фейман
Де́від Фе́йман (англ. David Faiman; нар. 1944, Велика Британія) — ізраїльський інженер і фізик, світовий експерт із сонячної енергетики. Він є директором Національного центру сонячної енергії Бен-Гуріона і головою Департаменту енергетики і сонячної фізики оточуючого середовища в Інституті дослідження пустелі при Університеті Бен-Гуріона.

## Освіта
Навчався у Лондонському університеті. Отримав ступінь доктора філософії в Іллінойському університеті в Урбана-Шампей у 1969 році. У вересні 1973-го, за два тижні до початку війни Судного дня, імігрував з Великої Британії до Ізраїлю. Працював фізиком-теоретиком у науково-дослідному інституті ім. Вейцмана. Пізніше Амос Річмонд попросив його допомоги у створенні Інституту дослідження пустелі Якоба Блауштейна при Університеті Бен-Гуріона у Сде-Бокер. У 1976 році Фейман приєднався до Університету Бен-Гуріона і допомів заснувати інститути Блауштайна, після чого зосередився на своєму дослідженні в галузі прикладної сонячної енергії. У 1995 році став штатним професором Університету. Він також є директором Національного центру сонячної енергії Бен-Гуріона і головою Департаменту енергетики і сонячної фізики оточуючого середовища в Інституті дослідження пустелі.

## Особисте життя
Фейман живе у Сде-Бокер, Ізраїль, у пасивному сонячному будинку, де робота всіх систем обігріву і охолодження підтримується сонцем.